# Zaječice (Bečov)
Zaječice (německy Saidschitz) je osada, část obce Bečov v okrese Most v Ústeckém kraji. Nachází se v nadmořské výšce 231 metrů, asi 6,5 km jihovýchodně od města Mostu. Obcí protéká Zaječický potok, který se severozápadně od obce vlévá do říčky Srpiny. Na území osady se nachází také katastrální území již zaniklých obcí Kamenná Voda, Stránce a Židovice.

## Název
Název vesnice je odvozen ze staročeského osobního jména Zajiec ve významu ves lidí Zajícových. V historických pramenech se jméno vesnice vyskytuje ve tvarech: in Zagecziczich (1413), na Zaječiciech (1503), v ves Zajicžiczy (1619), Zagečzicze (1628), Zaječice (1654), Seidschitz (1787), Saidschitz (1833) a Zaječice i Saidschitz (1848).

## Historie
První písemná zmínka o vesnici pochází z roku 1413.

## Minerální prameny

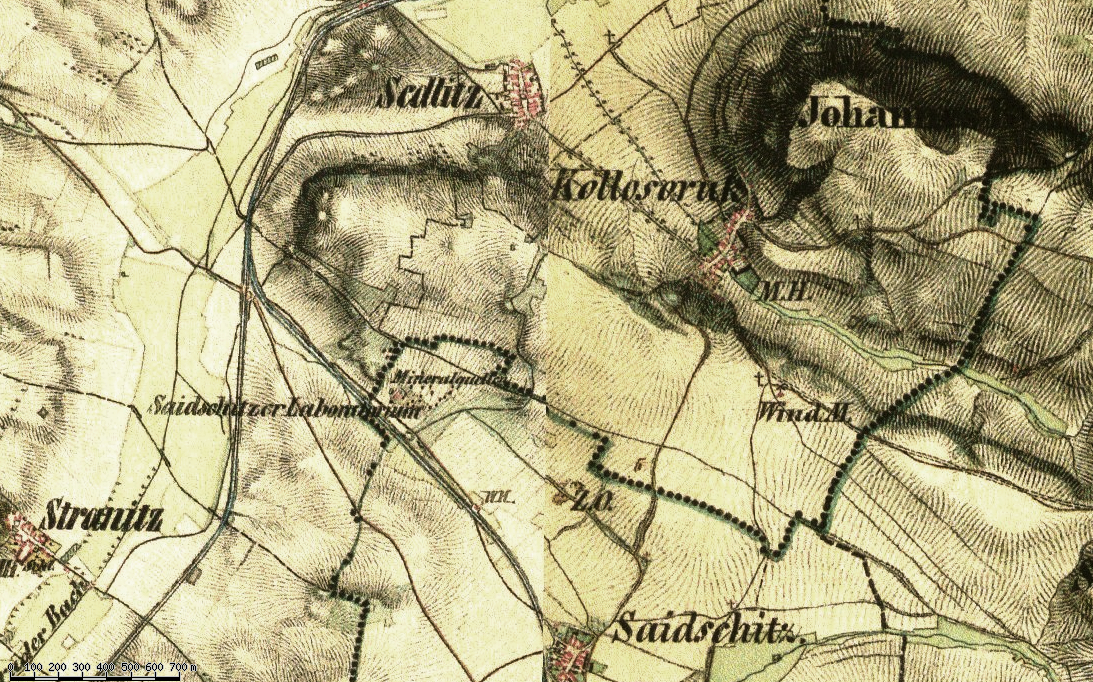
Historická mapa zachycující Zaječice a zaječické laboratoře minerálních vod

Zaječice u Bečova proslavil minerální pramen, který byl znám již v 18. století a nachází se severozápadně od obce. Geolog a balneolog Franz Ambrosius Reuss, který působil jako lékař v lázních Bílinská kyselka (tehdy Biliner Sauerburnn) u Bíliny potvrdil léčebné účinky nejen bílinské minerálky, ale i zdejší hořké vody a zasloužil se o proslulost a široké využití minerálních pramenů. Zaječická voda svým složením patří mezi silně mineralizované minerální vody sírano-hořečnatého typu, je nažloutlá, bez pachu a má výraznou hořkou chuť. Voda má projímavé a zánětům zabraňující účinky a hodí se zvláště k déle trvajícímu užívání při chronické ochablosti střev a jiných potížích. Zdejší minerální voda patří do stejné kategorie jako Vincentka, Bílinská kyselka, Mlýnský pramen, Šaratice nebo Rudolfův pramen. V Zaječicích vznikla stáčírna, která začala prodávat minerálku pod jménem Zaječická hořká voda. Na počátku 20. století se z minerálního pramene získávala hořká Glauberova sůl (složení známé také jako Epsomská sůl), která se prodávala pod obchodním názvem Biliner Digestive Pastilles. Po celém světě se díky dobrým účinkům solí ze Zaječic začaly vyrábět chemické preparáty s názvem Seidlické prášky (Seidlitz powders), které částečně napodobovaly odpařené soli z Bílinské kyselky a Zaječické hořké vody. Seidlické prášky ale neměly kromě jména nic společného s touto lokalitou. Po znárodnění Bílinských lázní a produkce minerálek se zdejší stáčírna stala pobočkou tamního národního podniku Bílinská kyselka, který jako soukromá firma zaječickou hořkou produkuje dodnes. Zaječická hořká voda dosahuje v současnosti[kdy?] největších úspěchů v Číně a v Rusku.

## Obyvatelstvo
Při sčítání lidu v roce 1921 ve vsi žilo 159 obyvatel (z toho 73 mužů), z nichž bylo 24 Čechoslováků a 135 Němců. Kromě čtyř lidí bez vyznání se hlásili k římskokatolické církvi. Podle sčítání lidu z roku 1930 měla vesnice 170 obyvatel: 26 Čechoslováků a 144 Němců. S výjimkou dvou členů církve československé byli římskými katolíky.
|           | 1869 | 1880 | 1890 | 1900 | 1910 | 1921 | 1930 | 1950 | 1961 | 1970 | 1980 | 1991 | 2001 | 2011 |
| --------- | ---- | ---- | ---- | ---- | ---- | ---- | ---- | ---- | ---- | ---- | ---- | ---- | ---- | ---- |
| Obyvatelé | 106  | 144  | 134  | 122  | 148  | 159  | 170  | 116  | 120  | 98   | 50   | 31   | 22   | 32   |
| Domy      | 20   | 24   | 24   | 25   | 29   | 30   | 32   | 26   | —    | 24   | 16   | 17   | 13   | 15   |

## Kaple

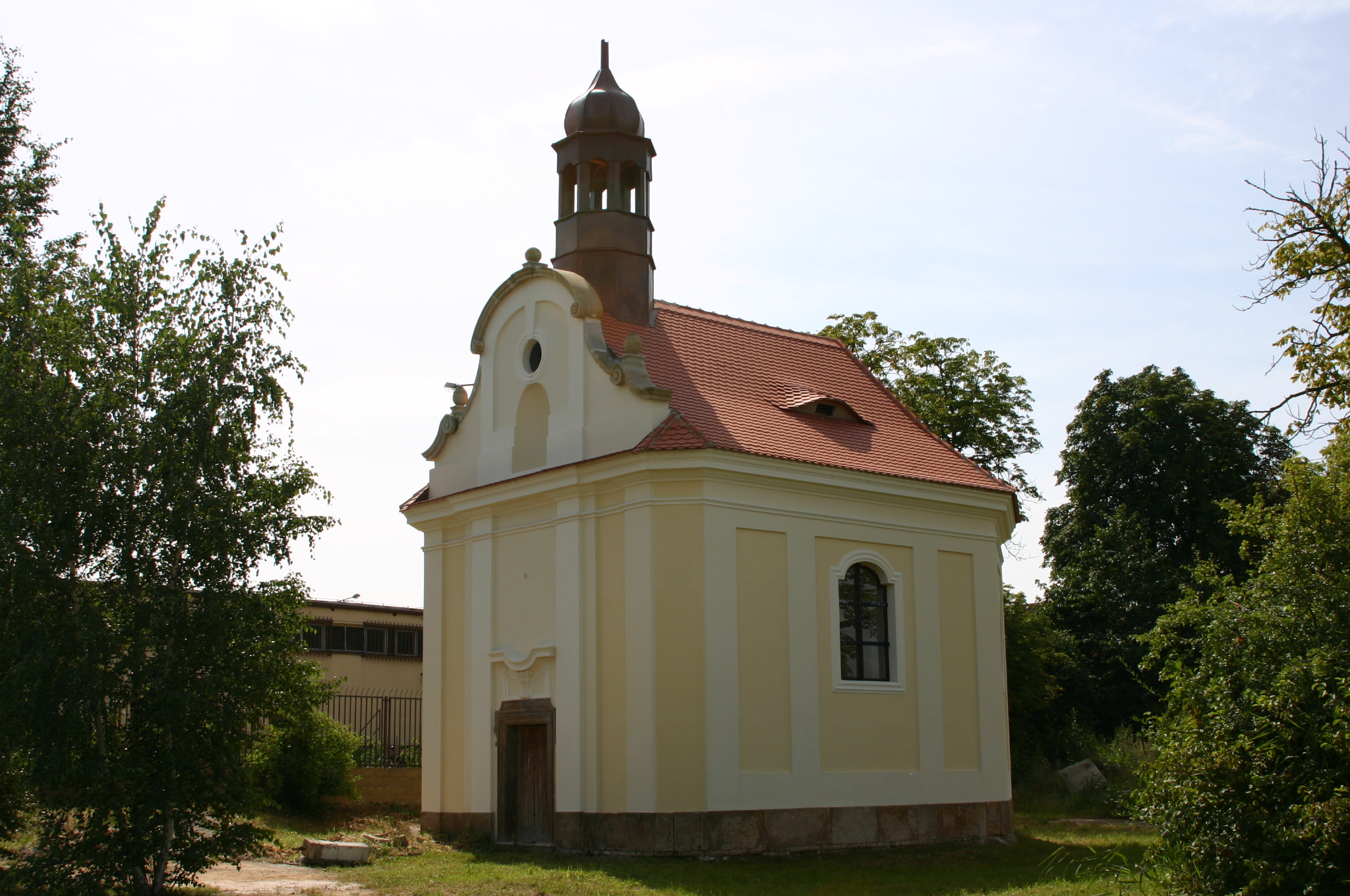
Kaple v Zaječicích

Z pamětihodností se v obci nachází pouze kaple svatého Ferdinanda Kastilského. Byla postavena v letech 1767–1769 na náklady místního sedláka Mathiase Loose, který zbohatl na minerální vodě. Poškozená kaple je od roku 2007 v rekonstrukci a byla opatřena novou střechou.